# Didrik Carl Lorentz
Didrik Carl Lorentz (født 24. november 1749 i Frederiksstad i Norge, død 31. august 1832) var en dansk officer.
Han blev født i Frederiksstad, hvor han i sit 8. år blev konstabel under faderen, major i artilleriet Frederik Casper Hans Lorentz (død 1758). Moderen var Dorothea Margrethe f. Vieregg (død 1754). 1767 kom Lorentz som stykjunker til København og blev 1770 sekondløjtnant i artilleriet. Da major Breuer 1786 undveg til Sverige, blev Lorentz i hans sted kaptajn ved Landkadetkompagniet (fra 1803 -korpset), hvor han virkede i 25 år. Cheferne, Wilhelm Theodor Wegener til sin død 1792 og derefter landgrev Carl af Hessen, havde mange andre hverv, så Lorentz måtte bestyre hele kompagniet. "Som Bevis paa Hs. Maj.s Naade" blev der 1798 oprettet en ny post for Lorentz som kommandør for kompagniet. Frederik VI belønnede Lorentzs "udmærkede Iver og Nidkjærhed i at danne den ham anfortroede militære Ungdom" med adskillige gagetillæg og forholdsvis hurtigt avancement. 1801 og 1807 var Lorentz næstkommanderende for Kronprinsens (1808 Kongens) Livkorps, d.e. Studenterkorpset, hvis chef han blev 1814. 1808 blev han oberst, 1810 generalmajor og chef for Norske Livregiment, 1817 kommandant i Kastellet og Kommandør af Dannebrogordenen, 1826 Storkors. 1831 fik han afsked som generalløjtnant. Død 31. august 1832.
Gift 1. gang 1780 med Hedevig Margrethe Bille (f. 1761 d. 1783), datter af kommandørkaptajn Hans Martin Bille, og 2. gang 1786 med Thalia Vilhelmine Bornemann (død 1792), datter af generalauditør Vilhelm Bornemann.